# Benoît Musy
Pour les articles homonymes, voir Musy.

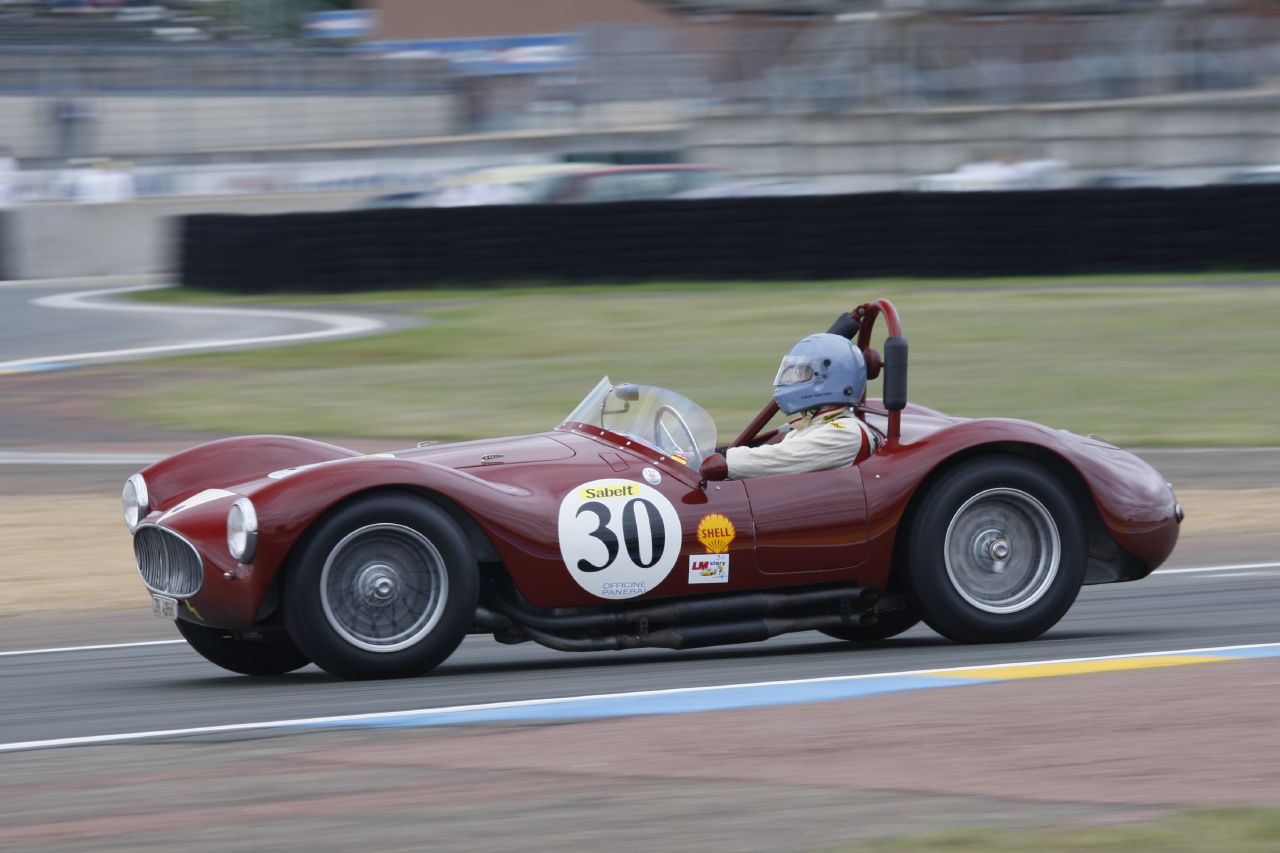
Une Maserati A6 GCS.

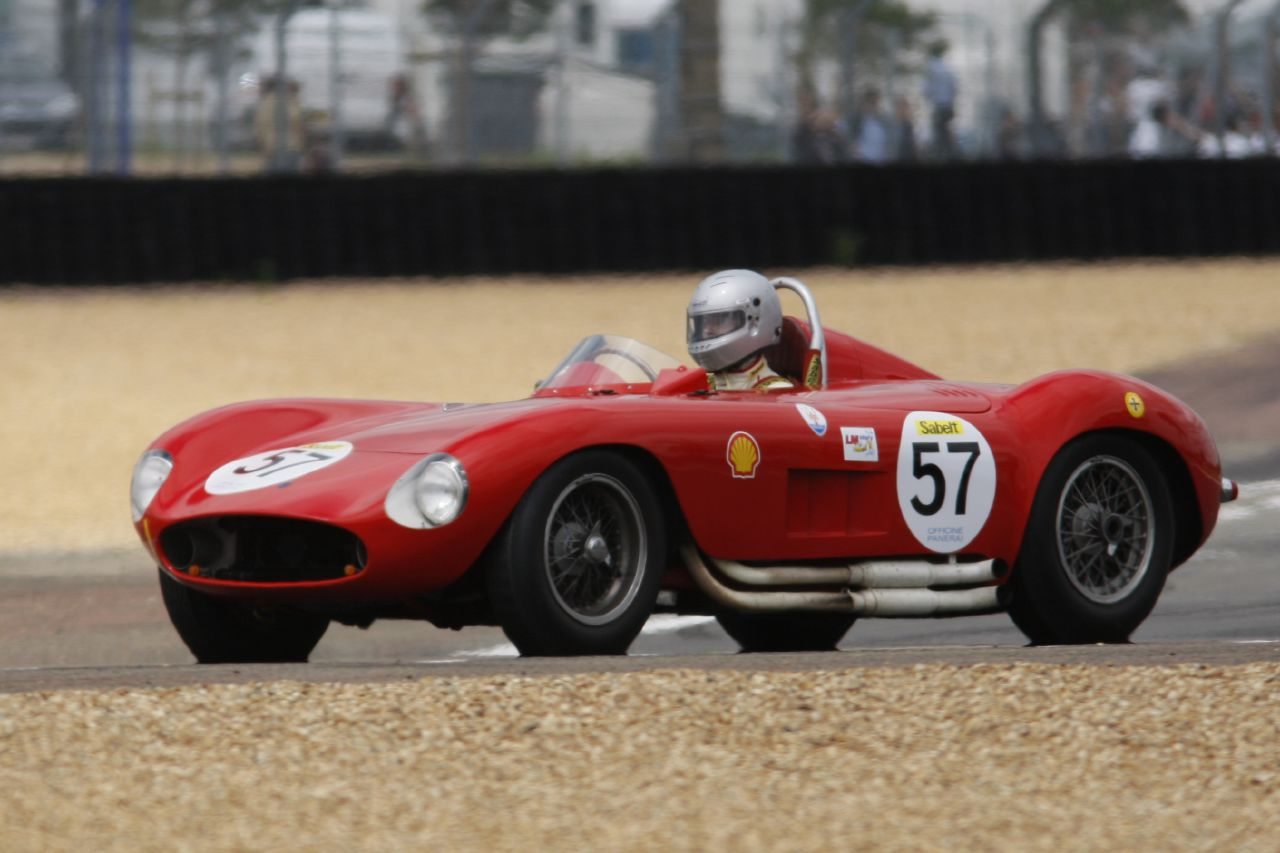
Maserati 300S, modèle identique à celle de Benoît Musy.

Benoît Nicolas Musy, né le 13 décembre 1917 à Berne, Suisse, et mort le 7 octobre 1956 à Linas, France, est un pilote suisse de Grand Prix moto et auto. Il était proche du pilote suisse Emmanuel de Graffenried.

## Biographie
Fils du conseiller fédéral Jean-Marie Musy et frère du bobeur Pierre Musy, Benoît Musy obtient son diplôme d'ingénieur agronome à Berne avant de servir dans les troupes d'aviation suisses pendant la Seconde Guerre mondiale. En 1944, il permet, avec son père, à 1 200 prisonniers juifs de sortir du camp de concentration de Theresienstadt et de s'échapper pour la Suisse.
De 1947 à 1953, il devient pilote de motos de la marque Moto Guzzi avant de se lancer dans la course automobile. Pour ce faire, il commence par acheter une Maserati A6GCS (#2040) d'usine en mai 1954. Celle-ci avait été principalement utilisée par le pilote italien Emilio Giletti (en). Avec cette voiture il établira un beau palmarès, comprenant aussi plusieurs records du tour sur différents circuits.
À cette époque il est déjà pilote semi-professionnel de la marque. Il ira courir avec assez peu de succès sur Maserati 150S (de), Maserati 200 (de) et Maserati 200SI (de). On retrouve même sa trace à Dakar (Sénégal) au volant d'une Maserati 250 dans une course qu'il ne finira pas.
En 1955, il acquiert une Maserati 300S (#3057) avec laquelle il gagnera l'accès à plusieurs podium. Celle-ci était de couleur rouge avec une large bande blanche qui courait de l'avant à l'arrière.
Il se tue en course, lors de la Coupe du Salon, le 7 octobre 1956 sur l'autodrome de Linas-Montlhéry, au volant d'une Maserati 200S d'usine (#2047), en partant en vol plané au-dessus du virage relevé pour aller s'écraser 18 mètres en contrebas, après une rupture de la colonne de direction. Éjecté de la voiture, il meurt sur le champ. Le même jour, l’autodrome de Linas-Montlhéry connaîtra un deuxième accident, celui de Louis Rosier dans sa Ferrari 750 Monza : il part en tonneau sur la piste mouillée, au niveau de la contre-courbe Antonio-Ascari. Dans le coma, il est transporté à l'hôpital de Neuilly-sur-Seine où il décèdera le 29 octobre.
Au total, Benoît Musy a participé à onze Grands Prix d'Europe et en a gagné cinq.

## Hommage
En 1954, Joseph Siffert assiste, au cours du même weekend à Bremgarten, au Grand Prix de Suisse 1954 et à une course de voitures de sport. Impressionné par la performance de Benoît Musy qui, au volant de sa Maserati 2 000 cm3 Sport, termine deuxième de la course, Siffert décide de reprendre les couleurs du casque de sa nouvelle idole (une croix suisse encadrée par deux bandes blanches sur fond rouge), s'il se lance en compétition,,.

## Résultats
| Année | Position | Circuit - Pays                             | Voiture            | Notes                                                          |
| ----- | -------- | ------------------------------------------ | ------------------ | -------------------------------------------------------------- |
| 1954  | 1er      | Circuit de Spa-Francorchamps Belgique      | Maserati A6GCS     |                                                                |
| 1954  | 4e       | Circuit d'Aquila Suisse                    | Maserati A6GCS     |                                                                |
| 1954  | 1er      | Course de côte de Megève France            | Maserati A6GCS     | Meilleur temps absolu Coupe de l'Automobile Club du Mont-Blanc |
| 1954  | 2e       | Circuit de Senigallia Italie               | Maserati A6GCS     |                                                                |
| 1954  | 2e       | Circuit de Senigallia Italie               | Maserati A6GCS     |                                                                |
| 1954  | 2e       | Circuit Park Zandvoort Pays-Bas            | Maserati A6GCS     |                                                                |
| 1954  | 2e       | Circuit Bremgarten Suisse                  | Maserati A6GCS     |                                                                |
| 1954  | 2e       | Course de côte de Kandersteg Suisse        | Maserati A6GCS     |                                                                |
| 1954  | 1er      | Autodrome de Linas-Montlhéry France        | Maserati A6GCS     |                                                                |
| 1954  | 1er      | Circuit de Spa-Francorchamps Belgique      | Maserati 2 000 cm3 |                                                                |
| 1955  | 1er      | Circuit de Spa-Francorchamps Belgique      | Maserati 300S      |                                                                |
| 1955  | 1er      | Grand Prix des Frontières-Chimay Belgique  | Maserati 300S      |                                                                |
| 1955  | 5e       | Grand Prix de Suède - Kristianstad Suède   | Maserati 300S      |                                                                |
| 1955  | 4e       | Grand-Prix de Porto Monsanto Park Portugal | Maserati 300S      |                                                                |
| 1955  | 2e       | Course de nuit de Messine (10 h) Italie    | Maserati 2 000 cm3 |                                                                |
| 1955  | 1er      | Karlskoga – Kanonloppet Suède              | Maserati 300S      |                                                                |
| 1956  | 1er      | Circuit de Oulton Park Angleterre          | Maserati 300S      | Meilleur temps absolu                                          |
| 1956  | 1er      | Grand Prix des Frontières-Chimay Belgique  | Maserati 300S      |                                                                |
| 1956  | 3e       | Grand Prix de Porto Portugal               | Maserati 300S      |                                                                |
| 1956  | 1er      | Grand-Prix des Sables-d'Olonne France      | Maserati 300S      |                                                                |
| 1956  | 1er      | Grand Prix de Bari Italie                  | Maserati 300S      |                                                                |